# Michaela Hrubá
Michaela Hrubá (Bořitov, 21 febbraio 1998) è un'altista ceca.
Detiene il record nazionale under 20 outdoor con la misura di 1,94 m.

## Progressione

### Salto in alto
| Stagione | Misura | Luogo   | Data      | Rank. Mond. |
| -------- | ------ | ------- | --------- | ----------- |
| 2017     | 1,94 m | Lilla   | 25-6-2017 |             |
| 2016     | 1,93 m | Tábor   | 10-6-2016 |             |
| 2016     | 1,93 m | Praga   | 2-6-2016  |             |
| 2015     | 1,90 m | Cali    | 17-7-2015 |             |
| 2015     | 1,90 m | Trnava  | 6-6-2015  |             |
| 2014     | 1,91 m | Eugene  | 27-7-2014 |             |
| 2013     | 1,83 m | Uherské | 27-6-2013 |             |

### Salto in alto indoor
| Stagione | Misura | Luogo    | Data      | Rank. Mond. |
| -------- | ------ | -------- | --------- | ----------- |
| 2017     | 1,92 m | Belgrado | 4-3-2017  |             |
| 2016     | 1,95 m | Praga    | 20-2-2016 |             |
| 2015     | 1,91 m | Praga    | 6-3-2015  |             |
| 2014     | 1,85 m | Praga    | 25-2-2014 |             |
| 2014     | 1,85 m | Praga    | 18-1-2014 |             |

## Palmarès
| Anno                                  | Manifestazione            | Sede           | Evento        | Risultato | Prestazione | Note                                     |
| ------------------------------------- | ------------------------- | -------------- | ------------- | --------- | ----------- | ---------------------------------------- |
| In rappresentanza della Rep. Ceca     |                           |                |               |           |             |                                          |
| 2014                                  | Mondiali juniores         | Eugene         | Salto in alto | Argento   | 1,91 m      | Miglior prestazione nazionale under 20   |
| 2014                                  | Giochi olimpici giovanili | Nanchino       | Salto in alto | Bronzo    | 1,85 m      |                                          |
| 2015                                  | Europei indoor            | Praga          | Salto in alto | 8ª        | 1,85 m      |                                          |
| 2015                                  | Mondiali allievi          | Cali           | Salto in alto | Oro       | 1,90 m      |                                          |
| 2016                                  | Europei                   | Amsterdam      | Salto in alto | 12ª       | 1,84 m      |                                          |
| 2016                                  | Mondiali under 20         | Bydgoszcz      | Salto in alto | Oro       | 1,91 m      |                                          |
| 2016                                  | Giochi olimpici           | Rio de Janeiro | Salto in alto | 18ª (q)   | 1,92 m      |                                          |
| 2017                                  | Europei indoor            | Belgrado       | Salto in alto | 6ª        | 1,92 m      | Miglior prestazione personale stagionale |
| 2017                                  | Europei under 20          | Grosseto       | Salto in alto | Oro       | 1,93 m      |                                          |
| 2017                                  | Mondiali                  | Londra         | Salto in alto | 11ª       | 1,92 m      |                                          |
| 2018                                  | Mondiali indoor           | Birmingham     | Salto in alto | 10ª       | 1,84 m      |                                          |
| 2018                                  | Europei                   | Berlino        | Salto in alto | 6ª        | 1,91 m      | Miglior prestazione personale stagionale |
| 2019                                  | Europei indoor            | Glasgow        | Salto in alto | 6ª        | 1,94 m      | Miglior prestazione personale stagionale |
| 2023                                  | Mondiali                  | Budapest       | Salto in alto | 20ª (q)   | 1,85 m      |                                          |
| 2024                                  | Europei                   | Roma           | Salto in alto | 19ª (q)   | 1,85 m      |                                          |
| 2024                                  | Giochi olimpici           | Parigi         | Salto in alto | 15ª (q)   | 1,88 m      |                                          |
| 2025                                  | Europei indoor            | Apeldoorn      | Salto in alto | 10ª (q)   | 1,85 m      |                                          |
| In rappresentanza della Squadra mista |                           |                |               |           |             |                                          |
| 2014                                  | Olimpiadi giovanili       | Nanchino       | 8x100 m mista | Bronzo    | 1'43"60     |                                          |